# Kastous Kalinowski
Kastous Kalinowski (en biélorusse : Вінцэнт-Канстанцiн „Кастусь” Каліноўскі, łacinka : Kastuś Kalinoŭski ; en polonais : Wincenty Konstanty Kalinowski ; en lituanien : Konstantinas Kalinauskas) est un écrivain et un révolutionnaire polono-biélorusse, né en 1838 et décédé en 1864. Kalinowski est à l'origine de la renaissance nationale biélorusse. Il est originaire d'une famille noble et est reconnu héros national de Biélorussie, Lituanie et Pologne en tant que leader d'une révolte antirusse.

## Biographie
Kastous Kalinowski est issu d'une famille de la noblesse appauvrie polonaise (szlachta), originaire de Mazovie, installée dans le manoir de Kalinowo en Podlachie. Il était le fils de Szymon Kalinowski et Wronika Rybińska. Le père a vendu la propriété et a acheté une manufacture textile en 1836 à Mostowlany où allait naître Wincenty. Son frère aîné, Wiktor Antoni, allait devenir un historien et bibliophile. En 1849, les Kalinowski achètent un folwark (exploitation agricole), près de Świsłocz. Après des études primaires et secondaires à Svislatch, il s'installe à Moscou en 1855. Il y commence ses études de droit, mais termine sa formation à l'université de Saint-Pétersbourg, en 1860 où il s'engage dans un mouvement clandestin polono-russe dirigé contre le tsar.
Il retourne ensuite dans la région de Hrodna où il entame l'activité nationale. En 1862, sous le pseudonyme Jaśko haspadar s pad Wilni (Jaśko, un fermier des environs de Vilnius), il commence à publier un périodique adressé aux paysans, Mużyckaja Prauda (Vérité paysanne), l'un des premiers magazines en biélorusse (écrit en alphabet latin avec une orthographe polonaise, 7 numéros ont été publiés). Dans ses écrits, Kalinowski prône l'indépendance de la Lituanie (entendu comme l'ancien grand-duché de Lituanie) vis-à-vis de la Russie, le retour à la fédération polono-lituanienne, la protection de la langue biélorusse et des réformes sociales décisives (émancipation des paysans, morcellement des grands domaines). Il était partisan d'inclure les masses paysannes dans la lutte armée pour l'indépendance. Il était également un partisan du retour à l'Église uniate et un opposant à l'Église orthodoxe.
Après le déclenchement du soulèvement de janvier, Kalinowski s'est impliqué dans les activités du Comité provincial lituanien à Wilno, où il a assumé le poste de commissaire du gouvernement national pour la province de Grodno (Hrodna). À l'été 1863, il est promu au poste de commissaire plénipotentiaire pour la Lituanie, grâce auquel il acquiert une autorité politique sur toutes les unités combattantes sur le territoire de l'ancien grand-duché de Lituanie (province lituanienne). À la fin de l'année, il se cache à Wilno sous le nom d'emprunt d'Ignat Witażenc.
Pendant le soulèvement, il était le rédacteur en chef du magazine en langue polonaise Chorągiew swobody (Drapeau de liberté), qui était l'organe officiel du Comité provincial adressé à toute la société. Également dans les numéros suivants de Mużycka Prauda et ses autres appels écrits aux paysans en biélorusse y compris Pismo ad Jaska haspadara s pad Wilni da mużykow ziemli polskoj (Écrit de Jasko, seigneur des environs de Vilnius pour les paysans des terres polonaises), il a appelé à l'obéissance au "gouvernement polonais" et a encouragé à s'opposer aux "Moscovites".
Trahi par l'un de ses soldats, dans la nuit du 29 janvier 1864 (10 février dans le calendrier grégorien), il est livré aux Russes et emprisonné à Vilnius dans l'église dominicaine, où il écrit des Lettres de la potence en biélorusse. Il n'a pas diminué ou dissimulé son rôle dans le soulèvement, mais a en même temps refusé d'indiquer des collaborateurs. En tant que soldat et insurgé polonais, il a été condamné à mort par balle, mais comme Kalinowski a souligné qu'il était avant tout biélorusse, cette peine a été transformée en une pendaison plus honteuse, une punition pour les paysans et les sujets du tsar. Il a été exécuté le 22 mars 1864 sur la place Lukisky (en) à Vilnius et enterré secrètement sur la colline du château, dans la forteresse russe de Vilnius, dans la fosse commune anonyme des insurgés exécutés.

## Exhumation et cérémonie funéraire
En 2017, des restes humains non identifiés ont été découverts accidentellement lors de fouilles archéologiques. La recherche génétique a permis d'établir leur identité : ils appartenaient aux commandants exécutés du soulèvement de janvier au grand-duché de Lituanie, dont le général Zygmunt Sierakowski et Konstanty Kalinowski.
Le 22 novembre 2019, il a été enterré solennellement au cimetière Rasos (en) à Vilnius, avec Zygmunt Sierakowski et 18 autres insurgés de janvier. Les funérailles ont été suivies, entre autres, par le président Andrzej Duda du côté polonais, le Premier ministre Mateusz Morawiecki, le ministre de la Défense nationale et les vice-présidents du Sejm et du Sénat de la République de Pologne, le président Gitanas Nauseda du côté lituanien, le vice-Premier ministre Ihar Pietrychenka (pl) du côté biélorusse, ainsi que des représentants des autorités ukrainiennes et lettones. Les cérémonies religieuses dans la cathédrale de Vilnius et à la Porte de l'Aurore se sont déroulées en trois langues : polonais, lituanien et biélorusse, et les rues arboraient des drapeaux biélorusses polonais et blanc-rouge-blanc ainsi que des drapeaux historiques du grand-duché de Lituanie.

## Nom
Wincenty Konstanty Kalinowski a utilisé le nom "Wincenty" dans tous ses documents personnels. Cependant, dans l'historiographie biélorusse, il est parfois appelé "Kastuś". Pour la première fois, ce terme a été utilisé dans son aperçu de l'histoire Oussievalad Ihnatowski (en), un historien biélorusse, membre du Comité central du Parti communiste de Biélorussie, l'un des chefs des partisans anti-polonais en 1920. Ihnatouski a écrit son Karotki narys historyi Biełarusi ... alors qu'il était impliqué dans la lutte contre les Polonais et selon le prof. Anatol Hryckiewicz, cela a influencé sa perception de Kalinowski. Selon Hryckiewicz, Ihnatouski pensait que le nom "Wincenty" était trop polonais et pas assez biélorusse. Ainsi, afin d'éviter l'impression que Kalinowski était polonais, l'historien a décidé de le renommer uniquement Konstanty. De plus, Ihnatouski a tenté de présenter le soulèvement de janvier 1863 sur le territoire du grand-duché de Lituanie comme un soulèvement paysan. Dès lors, il transforma le nom de « Konstanty » en « Kastuś », ce qui devait lui donner un caractère paysan, propre à l'image du chef d'un tel soulèvement.

## Commémoration
Dans la littérature historique biélorusse, le terme « soulèvement de Kalinowski » est utilisé périodiquement. À l'époque soviétique, il était dépeint comme un héros, le soulèvement de janvier lui-même était également considéré comme l'une des étapes de la lutte pour la libération des travailleurs et des paysans.
Après l'indépendance de la Biélorussie à la suite de l'effondrement de l'URSS, Kalinowski était toujours décrit comme un héros national. Pendant cette période, les fils liés à la poursuite de l'indépendance de la Biélorussie ont été soulignés. Les autorités biélorusses ont créé l'Ordre de Konstanty Kalinowski pendant cette période.
Sous Loukachenko, l'attitude envers Kalinowski était initialement positive, mais après les manifestations de 2006, lorsque l'opposition considérait Kalinowski comme un symbole de résistance aux autorités, le gouvernement a commencé à réprimer son culte. L'ordre de son nom a été aboli et le soulèvement de janvier a été considéré comme subordonné uniquement aux intérêts polonais et contre les intérêts biélorusses. À l'heure actuelle, les autorités sont revenues à la politique historique menée par les autorités tsaristes : elles considèrent Mikhail Mouraviov, qui a réprimé le soulèvement de janvier, comme un héros.
Les monuments de Konstanty Kalinowski sont, entre autres, à Mostowlany et Soleczniki.
Depuis 2006, le nom de Konstanty Kalinowski porte un programme de bourses du gouvernement polonais pour les étudiants biélorusses expulsés de l'université après la « révolution en jeans ».
Lors de l'invasion russe de l'Ukraine en 2022, des volontaires biélorusses combattant aux côtés de l'Ukraine ont formé un bataillon nommé d'après Kastous Kalinowski.